# The Low End Theory
The Low End Theory (с англ. — «Теория низкого уровня») — второй студийный альбом американской хип-хоп-группы A Tribe Called Quest, выпущенный 24 сентября 1991 года на лейбле Jive Records. Записывался в основном на студиях Battery в Нью-Йорке с 1990 по 1991 год. По своему стилю представляет минималистичное звучание, сочетающее басовые и джазовые сэмплы. В плане лирики пластинка поднимает социальные вопросы и содержит игры слов, юмор и обмен репликами между Q-Tip и Phife Dawg.
Альбом дебютировал на 45-й позиции хит-парада Billboard 200. Вопреки сомнениям музыкальных критиков и руководства Jive Records в потенциале продаж, пластинка обрела большую популярность. 19 февраля 1992 года альбом получил золотую сертификацию Американской ассоциации звукозаписывающих компаний (RIAA) на основании 500 000 проданных копий в США, а 1 февраля 1995 года, когда продажи достигли миллиона копий, он получил платиновую сертификацию RIAA.
The Low End Theory завоевал широкое признание критиков, публицисты охарактеризовали его как важную веху в альтернативном хип-хопе. Альбом считается прорывным для Phife Dawg и решающим для успешного начала карьеры Басты Раймса. Пластинка смогла полноценно соединить хип-хоп и джаз и часто рассматривается как один из лучших альбомов всех времён. В 2020 году журнал Rolling Stone поставил его на 43-е место в списке 500 величайших альбомов всех времён. В 2022 году Библиотека Конгресса выбрала The Low End Theory для сохранения в Национальном реестре аудиозаписей как «имеющий культурное, историческое или эстетическое значение».

## Предыстория
Спустя месяц после выпуска первого альбома группы, People’s Instinctive Travels and the Paths of Rhythm, её участник Phife Dawg узнал, что у него сахарный диабет, и стал думать об уходе из коллектива. После разговора с другим участником, Q-Tip, они согласились увеличить долю его участия в создании второго альбома и «расти как группа в целом». Запись новой пластинки началась как органичное продолжение процесса работы над People’s Instinctive Travels. Группа желала приступить к записи вскоре после завершения People’s Instinctive Travels, в поддержку которого ей всё ещё нужно было гастролировать и снимать видеоклипы. Phife Dawg позже вспоминал, что «Тип не хотел останавливаться». Название альбома, The Low End Theory, является отсылкой как к положению чернокожих мужчин в обществе, так и к частоте баса в музыке. Обложка представляет собой изображение женщины на коленях, раскрашенной в цвета панафриканского флага.
Во время сессий записи группа уволила своего менеджера Фредерика Крута, более известного как Kool DJ Red Alert, и перешла к Rush Artist Management Расселла Симмонса, новым менеджером стал Крис Лайти. Также участники уволили своего юриста, который был менеджером Крута, и в результате столкнулись с судебным иском. Оба решения создали напряжённость в объединении хип-хоп-исполнителей Native Tongues, которая так и не разрешилась полностью. Сменив менеджера, группа потребовала больше уступок от Jive Records, и в итоге их контракт был продлён на ещё один альбом. Однако переговоры между группой и звукозаписывающей компанией длились больше года и обострили их отношения. Эти события вызвали у коллектива разочарование в музыкальной индустрии, что в случае с The Low End Theory повлияло и на материал, и на подход.

## Запись
Бо́льшая часть сессий записи проходила на студиях Battery в Манхэттене с 1990 по 1991 год. Песни записывались при помощи микшерного пульта Neve 8068, который использовал Джон Леннон. Основным продюсером снова выступил Q-Tip, сопродюсером стал диджей группы Али Шахид Мухаммад, который также отвечал за скретч. Скефф Ансельм спродюсировал две песни, которые прошли программирование в студии Джаззи Джея в Бронксе. Продюсер Пит Рок создал изначальный бит для второго сингла, «Jazz (We’ve Got)», в то же время Q-Tip, знавший, что тот использовал, самостоятельно воссоздал его и в конце песни упомянул Рока.
Участник группы Джероби Уайт, участвовавший в создании People’s Instinctive Travels, записал куплеты для The Low End Theory, однако он покинул коллектив ради изучения кулинарного искусства, и его куплеты не вошли в альбом. Также изначально задумывалось, что в песне «Butter» будет куплет Q-Tip, но Phife Dawg настаивал на сольном исполнении, что вызвало недолгий спор. В итоге Q-Tip исполнил припев.
На The Low End Theory представлены две песни, записанные при участии более четырёх вокалистов, также известные как posse cut: «Scenario» и «Show Business». В создании первой композиции участвовали Чарли Браун, Динко Ди и Баста Раймс, на тот момент состоявшие в группе Leaders of the New School. Для второй песни также куплеты исполнили Даймонд Ди, Лорд Джамар и Садат Икс. «Show Business» изначально имела название «Georgie Porgie» и другие слова, однако Jive Records отклонила её как «слишком гомофобную», поэтому группе пришлось сочинить новый текст.
Q-Tip болел простудой во время записи альбома и желал перезаписать свои вокальные партии, однако вскоре, когда он только начал это делать, его убедили в том, что он звучит приемлемо.

## Музыка и тематика текстов
The Low End Theory стал одним из первых записей, в которых хип-хоп смешался со спокойной атмосферой джаза, особенно бибопа и хард-бопа. Преимущественно минималистичное звучание пластинки свелось к таким обязательным составляющим, как вокал, барабаны и бас. В каждой песне большой барабан и вокал подчёркивают сильную долю ритма. Q-Tip вдохновлялся продюсерской работой над альбомом N.W.A Straight Outta Compton.
Пластинка примечательна использованием контрабаса, «живого» программирования барабанов и электронных клавишных. Кроме того, группу хвалили за «отход к живому инструментальному звучанию» и применение «джазовых сэмплов с увесистыми жёсткими ритмами». Q-Tip нередко накладывал барабанные звуки на альбом, используя до трёх малых барабанов или бас-бочек для создания единого звука. Подобным образом «Buggin’ Out» оказалась первой песней, в которой он наложил сразу два разных барабанных звука, что было редкостью на тот момент. Коллектив нанял контрабасиста Рона Картера для записи песни «Verses from the Abstract». Как объяснял Q-Tip: «Нам нужен был тот прямой басовый звук, а Рон Картер — один из главных басистов столетия».
С точки зрения текстов песен The Low End Theory представляет собой социально осознанный альбом, в котором затрагиваются такие темы, как индустрия хип-хопа, интимные отношения, преступность и потребительство. Также присутствуют игры слов и юмор. Пластинка стала первой работой группы, которая содержит обмен репликами между Q-Tip и Phife Dawg, испытавшим бурный рост как автора слов. Обозреватель журнала The Source, признававший, что Q-Tip «уже доказал, что он очень умелый поэт-песенник», отмечал: «Те, кто сомневался в мастерстве Файфа с микрофоном на первом альбоме, проглотят эти сомнения, потому что он по сути крадёт шоу на этом альбоме». Пластинка также примечательна минимальным использованием ненормативной лексики, поскольку Рон Картер согласился участвовать в записи только при условии, что группа будет избегать сквернословия. В ответ Q-Tip заверил, что они затрагивают «реальные проблемы».
По стилю вокалисты заметно отличаются друг от друга. В то время как Q-Tip обладает мягким голосом и манерой смотреть на вещи по-философски, рефлексировать и размышлять, Phife Dawg имеет более высокий голос и выступает с позиции комичности, проявляет готовность состязаться рифмами и занимается самоиронией. Рецензент AllMusic Джон Буш отметил, что стиль дуэта «может быть самым гладким из всех рэп-записей, когда-либо слышанных», добавив, что они «настолько гармонируют друг с другом, что звучат как оборотные стороны одной и той же личности, плавно обмениваясь рифмами, причём первый обрёл своё прозвище («Абстрактный»), а Файф занимался более конкретными проблемами, будучи молодым, одарённым и чернокожим».

## Коммерческий успех
The Low End Theory достиг 45-го места в хит-параде Billboard 200 и 13-го места — в Top R&B/Hip-Hop Albums. После выхода пластинки музыкальные критики и руководители Jive Records сомневались в её потенциале продаж, между тем 19 февраля 1992 года альбом получил золотую сертификацию Американской ассоциации звукозаписывающих компаний (RIAA) на основании 500 000 проданных копий в США. 1 февраля 1995 года, когда продажи достигли миллиона копий, он получил платиновую сертификацию RIAA.

## Отзывы критиков
| Оценки критиков               | Оценки критиков |
| Источник                      | Оценка          |
| ----------------------------- | --------------- |
| Entertainment Weekly          | B               |
| The Philadelphia Inquirer     | [ 30 ]          |
| Select                        | 4/5             |
| The Source                    | 5/5             |
| AllMusic                      | [ 15 ]          |
| And It Don’t Stop             | A               |
| Christgau’s Consumer Guide    | [ 33 ]          |
| Encyclopedia of Popular Music | [ 34 ]          |
| MusicHound R&B                | 5/5             |
| The Rolling Stone Album Guide | [ 36 ]          |
| Spin                          | [ 37 ]          |
| Spin Alternative Record Guide | 10/10           |
| Tom Hull – on the Web         | A−              |

The Low End Theory получил восторженные отзывы музыкальных критиков. Журнал The Source поставил альбому высшую оценку — 5 микрофонов. Рецензент издания похвалил группу за «прогрессивное звучание» и «уличную остроту», добавив, что «нет никакого синдрома второкурсника — только настоящий хип-хоп». Обозреватель журнала NME Йестин Джордж похвалил альбом как «квантовый скачок» от People’s Instinctive Travels: «Ушли в прошлое необычные сэмплы, которые придавали им лёгкости, их заменили резкие сильные ритмы». Джордж также отметил, как Q-Tip и Phife Dawg «обмениваются репликами как экстрасенсорные спарринг-партнёры», когда они «делают паузы, вставляют слова, очаровывают и бросают вызов со сдержанным апломбом».
Рецензент Entertainment Weekly Джеймс Бернард похвалил группу за джазовое звучание, которое «идеально дополняет её безмятежную скрежещущую подачу», однако посетовал на отсутствие танцевальных песен в альбоме, назвав его «величайшим хип-хоп-альбомом, который никогда не ускорит мой пульс». В обзоре для The Village Voice Роберт Кристгау выразил сдержанную похвалу, посчитав, что группа выдала «скудоумные рифмы» с точки зрения «благонамеренного среднего класса». Позже он писал: «Как и многие „биты“, бас Рона Картера на The Low End Theory стал действительно прославленным звуковым эффектом: что взволновало его любителей, так это не столько его напористость или даже трепет от самого звука, сколько классность, которую он означал». Кристгау назвал песни «Check the Rhime» и «Buggin’ Out» самыми яркими моментами записи и присвоил альбому оценку , означающую «Достойно внимания».
Спустя годы после выпуска The Low End Theory получил более широкое признание представителей музыкальной прессы, многие из которых считают его одним из величайших хип-хоп-альбомов всех времён. Мак Рэндалл в сборнике The New Rolling Stone Album Guide назвал запись «шедевром хип-хопа». Джон Буш из AllMusic объявил The Low End Theory «самым последовательным и плавным альбомом, когда-либо записанным» и подчеркнул, что он «превзошёл все ожидания и, возможно, утвердился как лучший хип-хоп-альбом всех времён». Буш также похвалил использование контрабаса, барабанов и сэмплов: «Это дань уважения их безошибочному продюсерскому чутью, что при помощи всего этих нескольких инструментов Tribe создали один из лучших хип-хоп-альбомов в истории, пластинку, которая звучит лучше с каждым прослушиванием. The Low End Theory — безоговорочный успех, идеальное сочетание умного плавного рэпа со сложными экстатическими приёмами». Обозреватель PopMatters Дэйв Хитон назвал альбом «точкой, где их звучание по-настоящему сошлось воедино». Критик журнала Vibe Призи Браун охарактеризовал его как «фирменную запись в непревзойдённой дискографии группы».

## Наследие и влияние
The Low End Theory считается одним из самых влиятельных альбомов в истории хип-хопа. По мнению обозревателя журнала Complex Корбина Рейффа, он «открыл новые горизонты и вышел за границы возможного для всего жанра рэпа». Публицистами отмечалось, что альбом способствовал формированию альтернативного хип-хопа в 1990-х годах, поскольку благодаря музыкальным инновациям группы джаз-рэп получил значительное распространение с 1992 по 1993 год. Кроме того, некоторые критики подчёркивали, что с The Low End Theory группа показала, как создавался хип-хоп до того, как коммерческий успех повлиял на творческий подход многих рэперов.
Альбом оказался прорывным для Phife Dawg, зарекомендовавшего себя как умелого эмси. Участник Leaders of the New School Баста Раймс благодаря исполнению куплета в «Scenario» обрёл известность и начал успешную сольную карьеру. Слова Q-Tip в песне «Check the Rhime» «Industry rule number 4,080 / Record company people are shady» стали одними из самых цитируемых строк в хип-хопе, между тем сам альбом получил прозвище «Сержант Пеппер хип-хопа» за революционный подход к продюсированию и звукоинжинирингу. Обложка The Low End Theory считается одной из величайших и самых знаковых в истории хип-хопа. Иллюстрация возглавила список 50 лучших обложек хип-хоп-альбомов, составленный журналом Complex в 2011 году.
The Low End Theory установил «музыкальную, культурную и историческую связь между хип-хопом и джазом» и рассматривается как «успешное слияние противоположностей — сложных музыкальных тканей джаза и прямолинейного бум-бэпа рэпа». По мнению продюсера Джозефа Пателя, альбом представляет собой «совершенную связь между поколениями», которая вобрала в себя сущность джаза и хип-хопа и показала, что они «произошли из одного и того же чёрного центра». В 2003 году журнал Rolling Stone поставил The Low End Theory на 154-е место в списке 500 величайших альбомов всех времён. В 2012 году в новом списке журнала запись заняла 153-е место. В 2020 году Rolling Stone поставил альбом на 43-е место. В комментарии к списку редакция издания указала, что «другие люди соединяли точки между хип-хопом и джазом, но второй альбом A Tribe Called Quest нарисовал полную картину». В 2006 году журнал Time включил пластинку в список 100 величайших и самых влиятельных записей. В 2022 году Библиотека Конгресса выбрала The Low End Theory для сохранения в Национальном реестре аудиозаписей как «имеющий культурное, историческое или эстетическое значение».
Альбом оказал влияние на ряд музыкантов, исполняющих хип-хоп и ритм-энд-блюз. Продюсер 9th Wonder охарактеризовал пластинку как «личное музыкальное сопровождение» его взросления, признавшись, что группа изменила его жизнь. Касательно влияния коллектива он вдобавок высказал мнение: «Можно с уверенностью сказать, что для меня, а ещё для Фонте, а ещё Slum Village, Мос Дефа, Квели, The Roots, Фаррелла, скажем, Outkast, и можно ещё вечно перечислять — если посмотреть на семейное дерево A Tribe Called Quest, можно увидеть, что у них большое потомство». The Low End Theory также оказал влияние на Канье Уэста, Коммона, Ди Энджело, Джилл Скотт, Наса, Кендрика Ламара, Хавока, Мадлиба, Роберта Гласпера и Доктора Дре, вдохновившись пластинкой выпустившего дебютный альбом The Chronic. О влиянии говорили и представители других жанров, среди которых рок-музыкант Джек Уайт и исполнитель электроники Джеймс Лавель.

## Список композиций
| №                   | Название                                                               | Автор(ы) | Длительность |
| ------------------- | ---------------------------------------------------------------------- | --- | ------------ |
| 1.                  | «Excursions»                                                           | Джонатан Дэвис | 3:55         |
| 2.                  | «Buggin’ Out»                                                          | Дэвис, Али Шахид Мухаммад, Малик Тейлор                                                                                     | 3:37         |
| 3.                  | «Rap Promoter»                                                         | Дэвис, Мухаммад | 2:13         |
| 4.                  | «Butter»                                                               | Дэвис, Мухаммад, Тейлор | 3:39         |
| 5.                  | «Verses from the Abstract» (при участии Винии Мохики и Рона Картера)   | Дэвис | 3:59         |
| 6.                  | «Show Business» (при участии Даймонда Ди, Лорда Джамара и Садата Икса) | Скефф Ансельм, Дэвис, Лорензо Дешалю (Лорд Джамар), Джозеф Киркланд (Даймонд Ди), Мухаммад, Дерек Мёрфи (Садат Икс), Тейлор | 3:53         |
| 7.                  | «Vibes and Stuff»                                                      | Дэвис, Тейлор | 4:18         |
| 8.                  | «The Infamous Date Rape»                                               | Дэвис, Мухаммад, Тейлор | 2:54         |
| 9.                  | «Check the Rhime»                                                      | Дэвис, Мухаммад, Тейлор | 3:37         |
| 10.                 | «Everything Is Fair»                                                   | Ансельм, Дэвис, Мухаммад, Тейлор                                                                                            | 2:58         |
| 11.                 | «Jazz (We’ve Got)»                                                     | Дэвис, Мухаммад, Тейлор | 4:10         |
| 12.                 | «Skypager»                                                             | Дэвис, Мухаммад, Тейлор | 2:12         |
| 13.                 | «What?»                                                                | Дэвис | 2:29         |
| 14.                 | «Scenario» (при участии Басты Раймса, Чарли Брауна и Динко Ди)         | Дэвис, Брайан Хиггинс, Джеймс Джексон, Мухаммад, Тревор Смит, Тейлор                                                        | 4:10         |
| Общая длительность: | Общая длительность:                                                    | Общая длительность: | 48:03        |

## Участники записи
- Вокал — Q-Tip, Phife Dawg, Баста Раймс («Scenario»), Чарли Браун («Scenario»), Даймонд Ди («Show Business»), Динко Ди («Scenario»), Лорд Джамар («Show Business»), Садат Икс («Show Business»)
- Фоновый вокал — Виния Мохико («Verses from the Abstract»)
- Диджей — Али Шахид Мухаммад
- Контрабас — Рон Картер («Verses of the Abstract»)
- Сведение — Боб Пауэр, A Tribe Called Quest
- Мастеринг — Том Койн
- Продюсирование — A Tribe Called Quest, Скефф Ансельм
- Звукоинжиниринг — Пит Кристенсен, Эрик Гаст, Род Хуэй, Жерар Жюльен, Джим Кворяк, Тим Латэм, Энтони Сондерс, Боб Пауэр, Кристофер Шоу, Марк Синглтон, Джеймс Стауб, Дэн Вуд
- Фотография — Джо Грант[62]

## Чарты и сертификации
| Чарт (1991)                            | Высшая позиция |
| -------------------------------------- | -------------- |
| Великобритания (UK Albums Chart)       | 58             |
| США (Billboard 200)                    | 45             |
| США (Billboard Top R&B/Hip-Hop Albums) | 13             |

| Чарт (1992)                            | Высшая позиция |
| -------------------------------------- | -------------- |
| США (Billboard Top R&B/Hip-Hop Albums) | 23             |

### Сертификации
| Страна | Сертификация | Продажи     |
| --- | ------------ | ----------- |
| Великобритания | серебряный   | 60 000 ‡    |
| США | платиновый   | 1 000 000 ^ |
| ^ Данные о тиражах приведены только на основе сертификации. · Данные о продажах + прослушиваниях приведены только на основе сертификации. |              |             |